# ドラえもん のび太と銀河超特急
- ドラえもん > 大長編ドラえもん > ドラえもん のび太と銀河超特急
- ドラえもん > ドラえもんの派生作品 > ドラえもん (1979年のテレビアニメ)  > ドラえもん映画作品 > ドラえもん のび太と銀河超特急

『ドラえもん のび太と銀河超特急』（ドラえもん のびたとぎんがエクスプレス）は、藤子・F・不二雄によって執筆され、月刊コロコロコミック1995年9月号から1996年2月号に掲載された「大長編ドラえもんシリーズ」の作品。および同作を元に1996年3月2日に公開されたドラえもん映画作品。大長編ドラえもんシリーズ第16作、映画シリーズ第17作。
第14回ゴールデングロス賞優秀銀賞受賞作。併映作は『ドラミ&ドラえもんズ ロボット学校七不思議!?』。
映画シリーズ45周年を記念して、2025年1月24日から30日まで全国93館の劇場でデジタルリマスター版として一週間限定上映（併映作品の上映はない）。

## 概要
22世紀の銀河ミステリー列車「銀河超特急」でドラえもん達が、宇宙の外れにあるテーマパーク「ドリーマーズランド」となった小惑星群を訪れ、活躍する物語。
原案は単行本20巻収録、14ページの短編作品「天の川鉄道の夜」（この作品も宮沢賢治の『銀河鉄道の夜』に対するオマージュである）であり、どこでもドアの発明によって寂れた天の川鉄道や銀河の果ての星の存在（原作ではハテノ星雲）や天の川鉄道の車掌の姿もこの作品がモチーフになっている。鉄道、西部劇、中生代の世界など、他のドラえもん映画作品と比較して藤子・F・不二雄（以下、藤子F）の趣味・趣向が多く取り入れられている作品である。
藤子Fは映画原作である大長編を描く際、子供を置き去りにしないよう幼児から小学生まで楽しめるような作品を心がけており、本作はビジュアル主体の賑やかな物語をコンセプトとして制作された。これには、前作の『のび太の創世日記』の物語が「生物進化」「文明進化」といった難しさを妊んでいたことの反省の意味も込められている。その点を踏まえて「満足のいく仕上がりになった」としている。
その一方で、観光開発による地域経済活性化といった社会問題に踏み込んだ側面も持つ。この話ではメズラシウムという鉱石採掘により活況を呈していたハテノハテ星群が、資源の涸渇により都市の廃墟、過疎化に喘いでいたところに国を挙げてドリーマーズランドというテーマパークによって再興を図るというのが話の核心にあるが、この作品が作られた当時は、全国の至る地方自治体でブームに便乗してテーマパーク建設による地域活性化を図っていた時代背景があった。また、ハテノハテ星群には華やかなテーマパークだけでなく、無人化した集落や往事の廃坑、使用されなくなった貨物用のSL、そして鉱山採掘の副産物などが登場し、生々しい情景を醸し出している。
また、1997年3月上映の次作『のび太のねじ巻き都市冒険記』（以下、次作）の執筆途中の1996年9月23日に藤子Fが死去したため、シリーズ中で本作は彼が「結末まで手がけた」かつ「存命中に上映を見届けた」最後の作品となった。10年以上に亘ってドラえもん映画の主題歌を担当していた武田鉄矢も、この作品を最後に主題歌の提供を取り止めたが、2010年3月上映の『のび太の人魚大海戦』で14年ぶりに挿入歌を担当した。
映画は録音監督を担当した浦上靖夫のアイディアにより、メンデルスゾーンの『夏の夜の夢』の序曲（列車到着の場面など）、『スケルツォ』（ドリーマーズランド到着前の戦闘アトラクションの場面）、『妖精の行進』（ヤドリにドリーマーズランドが乗っ取られ、アトラクションが暴れだす場面）、『結婚行進曲』（メルヘンの星「白雪姫コース」のクライマックス場面）がBGMに使われていた。
今作では『のび太の宇宙小戦争』（1985年）以来11年ぶりにオープニングアニメーションでのび太、しずか、ジャイアン、スネ夫が登場した。
2004年には同作を4週にわたりNG集を含めた「完全版」（番組内では「特別版」）をテレビスペシャルとして放送した。ただし一部の本編やエンドロールがカットされているため、一般的に「完全版」と呼べるものとは異なる。
NG集はブリッジアニメとして放送。ドラえもんたちがNGを出しているものであり（ドラえもんが列車に乗る直前に切符でなく切手を出す、宇宙の場面では宇宙忍者でなくのび太のママが登場してしまう、など）、NGのために新規の作画が描き下ろされた。その後柳沢慎吾などとドラえもんがアニメで共演している。

## 作品内容
今作の敵は人間に寄生して操る生物種であり、スネ夫やのび太も（一時的に）操られる。例によってドラえもんの四次元ポケットが封じられてピンチに陥るものの、のび太の射撃の腕前、しずかの風呂好きなどというレギュラーキャラクターの設定が、敵との戦いにおいて重要な役割を果たす。
大長編、映画になると、いつもダメなのび太が大活躍するのは定番だが、本作では危機的状況に瀕して俄然勇気を出すのび太にスネ夫が「のび太は映画（大長編）になるとかっこいいことをいう」というメタフィクション的な台詞がある。また、天才ガンマンであるのび太の実力を再認識させられる作品でもある。漫画と映画では若干の描写差異があるものの、のび太は射撃で離れ業を披露しており、西部の星で大活躍するほか、最後の戦いでもヤドリ大帝を倒すという見せ場を作っている。
映画ラストでは、のび太たち現代人とアストンたち未来人の和解の場面が描かれており、漫画にはこのシーンが無い(但し、のび太たち一行がアストンのことを「くん」付けで呼び、彼の父親がドリーマーズランドの再建の支援をすることが言及する台詞があり、和解したことを示唆する展開とはなっている)。未来人が傲慢さと無知を反省する場面であり、過去作『のび太の恐竜』や『のび太の日本誕生』で頻出のネタも用いられている。
今作のドラえもんは車掌の格好をしているが、予告編とオープニングムービーを除いて本編では披露しなかった。

## あらすじ
スネ夫が、人気のミステリートレインの切符を3枚手に入れたと自慢する。行き先は明かさないまま列車は出発し、着いた先では楽しいイベントが待っているという。ジャイアンとしずかは、ぜひ連れて行ってほしいとスネ夫に頼み込む。そこへのび太が駆け込むと、お約束通りスネ夫が「のび太の分はない」と嫌味を告げようとするも、のび太はどうでもいいと一蹴する。のび太は、何も言わずに3日間家を留守にしているドラえもんの行方を捜していたのだ。
結局その日も当てはなく、すっかり落胆して帰るのび太だったが、家に帰ると何事もなかったかのようにドラえもんがいた。彼の話によると、22世紀で大人気の銀河ミステリートレインの切符を3日間並んでやっと手に入れたらしい。基本は現代のミステリートレインと同じながら、その舞台は何と言っても宇宙である。大喜びするのび太だが、スネ夫は「宇宙なんて危険だ」と主張し、自分達のツアーが絶対安全だと勝ち誇る。しかしドラえもんはそれを笑い飛ばし、2人は裏山に迎えに来た銀河超特急に乗り込む。それは列車というより宇宙船で、さながら銀河鉄道の夜の世界であった。列車の豪華なサービスや、地球では到底見ることのできない宇宙の絶景にすっかり感銘を受けたのび太だったが、窓から覗く忍者や鏡に映る吸血鬼と言った怪現象にも見舞われる。しかし何はともあれ銀河のミステリーツアー初日を堪能したのび太はお返しとばかりにスネ夫たちを集めて盛んに自慢し、スネ夫は悔しがる。
元より皆を誘うつもりだったドラえもんは切符を5人分買っており、ジャイアンとしずかはスネ夫のツアーを断って銀河超特急への参加を頼み込む。しかしそれよりも先にスネ夫の方がちゃっかり旅の準備をしてのび太の家に来ていた。こうしていつものメンバーが揃った所で、銀河超特急の扉が開いた。のび太は皆に展望車の絶景を見せようとするも、スネ夫もジャイアンも列車のサービスの方に夢中で仕方なくしずかと二人で展望車に向かう。展望車では丁度バーチャル映像の上映中であり、演出に驚いたのび太は床に頭を打って気絶してしまったが、コスモタイムズの記者ボームに助けられる。バーチャル映像の内容が難しくて暇を持て余したのび太は一人客車に戻るが、ジャイアンとスネ夫は恐竜や海賊を見たと騒いでいた。のび太も自分が体験した怪現象を話し、三人はドラえもんに報告するべく探しに行く。やがてドラえもんが車掌と共に深刻な顔で現れた。実はこの宙域はダーク・ブラック・シャドー団という宇宙盗賊団が暴れまわっており、この列車も狙われているという。ドラえもん一行はどこでもドアで一旦地球に帰ろうとするも、超空間が封鎖されていてそれも出来ない。一時は絶望的なムードに包まれるが、のび太が「大長編らしく」奮起し、一行はシャドー団と戦うことを決意。車掌、ボームも加えて列車の屋根から信号弾で応戦する。しかし何機かは撃ち落としたものの多勢に無勢であり、列車は攻撃を受けて近くの惑星へと墜落する。
そこは宇宙の外れハテノハテ星群にある巨大遊園地ドリーマーズランドであり、実は銀河超特急の行き先はこの星だった。先ほどの列車強盗も全てアトラクションのショーだったのだ。ドリーマーズランドは「宇宙最大・最新・最高の夢の楽園」というキャッチコピーを掲げ、この中央惑星の周辺にある数々の小惑星で様々なアトラクションが楽しめるという大規模テーマパークであった。のび太とドラえもんは西部の星へ、ジャイアンとスネ夫は忍者の星へ、しずかはメルヘンの星へそれぞれ遊びに行く。西部の星では、ドリーマーズランド入場時に知り合った未来の子ども三人組アストン、ドン、ジェーンとかち合う。彼らは20世紀から来たのび太を「昔者」と馬鹿にするが、のび太は得意の射撃センスを遺憾無く発揮。脱落した三人組とは対照的に強盗団を倒して見事にアトラクションをクリアした。
一方、忍者の星ではジャイアンとスネ夫が厳しい修行に音を上げていた。そこで先生から「壁抜けの術」「バッタの術」「ネズミ変身の術」が使える巻物・仮免許皆伝を授けられ、本免許を目指して実地試験に臨むも最後の最後で失敗して捕らえられてしまう。メルヘンの星ではしずかは白雪姫のショーに参加するも、多過ぎる志願者を対処するための「7人の白雪姫と1人の王子で同時進行する」という杜撰な対応で楽しめずにいた。丁度メルヘンの星に来ていたアストン一行はその様子を見て他の星に向かうが、そこに謎のUFOが近付き、アストンに光線を当てる。するとアストンは豹変し、ドンとジェーンを小惑星に振り落として去ってしまった。彼は謎の生命体ヤドリに寄生され、自我を乗っ取られたのだった。これを始まりとし、無数のヤドリが銀河超特急の乗客600人の体を狙って行動を開始する。そんなことなど知る由もないドリーマーズランドでは、ボームが園長に取材を行っていた。元々ハテノハテ星群は「メズラシウム」という鉱石の採掘で栄えていたが、鉱脈が枯渇すると人口流出に悩まされ、それを打開するための一大事業がドリーマーズランドだったのだ。
翌日、入浴を楽しんでいたしずかは、入ってきたヤドリのUFOに咄嗟に手元のスプレーを浴びせる。するとUFOは動かなくなった。UFOの正体に気付かないままドラえもん一行は全員で恐竜の星へ遊びに行き、それぞれ恐竜ロボットと交流して楽しんでいたが、突如として恐竜ロボットは機能を停止する。ロボットは全て中央惑星で管理されていたのだがその中央惑星と連絡が取れなくなっていた。直後、ロボットが暴れ出し、ドラえもん一行は暴走する恐竜ロボットを振り切って中央惑星に戻る。中央惑星では遊園地のロボットが暴走したり、通信センターやコントロールセンターが破壊されるなど異常事態に見舞われていた。やがてスネ夫がヤドリに寄生され、一行を客車に閉じ込めてしまう。一行はボームと車掌によって助けられるも、既にドリーマーズランドの職員は皆ヤドリ人間と化していた。辺境警備隊に助けを求めようにも、超空間も封鎖されて四次元ポケットも使えない。そこで車掌の提案した、大量の発煙筒の煙に紛れて脱出する作戦が成功し、銀河超特急は中央惑星から飛び立つ。しかし実は逃走を先読みしたヤドリによって機関車から燃料が抜かれており、近くの小惑星に墜落してしまう。
そこはメズラシウムを掘り尽くし、穴だらけの無人惑星となった禁断の星だった。機関車も壊れて航行不能になったものの、幸い食料庫には水と食料が潤沢に残されており、一行は落ち着いて今後の対策を練る事にする。しずかの体験談からヤドリは客車の浴室に備え付けてある銃型石鹸スプレー「真空ソープ」で倒せることが明らかになり、スネ夫もヤドリが倒されて正気に戻る。しかしその少し前、坑道の奥に銀河超特急と同規格の機関車型宇宙船があったという情報を得たジャイアンが独断で廃坑に入り込み、落盤により迷子になっていた。廃坑にはヤドリ戦艦に跳ね飛ばされて偶然この星に来ていたドンとジェーンがおり、彼らの案内で機関車を発見したものの脱出手段が無く、途方に暮れる。しかしポケットに入っていた仮免許皆伝で壁抜けの術を使い、脱出に成功。機関車を取り替えた銀河超特急は辺境警備隊へ向かうが、ヤドリの攻撃を受けてまたしても別の禁断の星へと落ちてしまう。
しかし既にヤドリの弱点が分かっている一行は待ち伏せし、迫ってきたヤドリ人間を奇襲。真空ソープで次々とヤドリを倒していき、寄生された人間を解放する。アストンもドンとジェーンによって助けられた。追い詰められたヤドリ天帝は遊園地から奪った巨大ロボットに寄生して応戦する。ロボット相手では真空ソープも届かず一行は退却を余儀なくされる。天帝は岩陰に佇むのび太を発見し、彼に寄生しようと姿を見せた。その瞬間を見逃さず、のび太は天帝を撃つ。天帝の死により、ヤドリは戦艦ごと尻尾を巻いて逃走していった。
正気に戻ったドリーマーズランドの人々は騒動を謝罪し、一日も早い再建を誓う。アストンも責任を感じ、大富豪である父に掛け合ってドリーマーズランドへの援助を約束した。銀河超特急はハテノハテ星群を後にし、帰り道でドラえもん一行は三人組とも和解。やがて銀河超特急は裏山へと到着するのだった。

## 声の出演
- ドラえもん - 大山のぶ代
- のび太 - 小原乃梨子
- しずか - 野村道子
- ジャイアン - たてかべ和也
- スネ夫 - 肝付兼太
- のび太のママ - 千々松幸子

## ゲストキャラクター
車掌
声 - 伊倉一恵
「天の川鉄道」の社員であり、銀河超特急の車掌ロボット。銀河超特急の責任者でもあり、車内の業務全般に携わる。目と口しかない簡素な顔立ちで、「天の川鉄道の夜」に登場した車掌に似ているが、口が隠れておらずいつも笑顔を絶やさない。一見すると便りなさそうだが、礼儀正しく職務に忠実で、車掌としての責任感は非常に強い。また、職業柄宇宙や惑星の道筋に詳しく、機関車の操縦技術にも優れており、有事には自身が機関車の操縦を行う。体が小さく、制服はぶかぶか。ドリーマーズランド到着までは本社からの呼び出しで度々列車を離れていた。ヤドリが行動を開始してからはドラえもん一行と行動を共にする。
2017年9月3日の朝日新聞の『朝から! ドラえもん』に登場した。
ボーム
声 - 塩沢兼人
22世紀の新聞「コスモタイムズ」の社会部記者。休暇旅行で銀河超特急に乗り、のび太たちと知り合う。銀河超特急の目的地が噂でしか語られていなかったドリーマーズランドであることを知ると、休暇を取りやめて記者として取材を行うなど仕事熱心。取材中にヤドリ騒動に巻き込まれ、辛くも車掌と合流したことで難を逃れ、ドラえもん一行を助けて以降は行動を共にする。
ヤドリに寄生されたのび太のハンマー攻撃を華麗にかわすなど、小太りな外見に似合わず動きが俊敏。また、のび太たちに的確なアドバイスを与えてくれる頼りがいのある人物。しかし、機関車がダーク・ブラック・シャドー団に襲撃されパニック状態の時に「夕涼み」といって宇宙空間に出たり、禁断の星で廃坑の地図を見つけた時は「探検したい」と胸を躍らせたりと、かなりマイペースで好奇心旺盛（後者は映画では冷静に提案したのみで、いずれにせよ車掌に止められている）。医学の知識も心得ており、気絶したのび太を案ずるしずかに「軽い脳震盪だよ」と答えている。
アストン
声 - 真殿光昭
銀河超特急の乗客で、22世紀の大富豪の息子。普段から父親がお金持ちなのを鼻にかけているらしく、友人達にも陰口を叩かれていた。のび太たちを「昔者（むかしもん）」と呼んでからかい見下す。
最初にヤドリに寄生され、ヤドリ人間化してしまうも最後の戦いで救出された。映画では父に掛け合ってドリーマーズランド再建を約束し、ドラえもん一行とも和解する。
射撃の腕は良く、西部の星における射撃大会では6発中5発命中という好成績であった（が、のび太には負けており、悪役ロボットにも返り討ちにされてしまっている）。
なお映画では、自分が嫉妬したのび太の射撃の腕前のおかげで救出されたことと、洗脳されていたとはいえ友達のドンとジェーンにひどいことをしたことから、以前の傲慢な性格から大分丸くなっている。
ドン
声 - 菅原淳一
アストンの友人。未来人の無知と傲慢さから、のび太達を「原始人」と呼び馬鹿にする。射撃の腕はかなり悪い（大会では6発をすべて外す）。
ヤドリに取り付かれたアストンによって、ジェーンと2人宇宙の小惑星に置き去りにされる。その後小惑星がヤドリの宇宙戦艦と接触して吹き飛ばされ、禁断の惑星の廃坑内に不時着。廃坑を彷徨っていたところ、同じく迷子になっていたジャイアンと再会し、たまたま見つけていたSL型宇宙船とジャイアンの機転によって脱出する（原作ではドンとジェーンは貨車に乗っているが、アニメでは2人は運転台に乗っている。小学館コロコロ文庫6頁の口絵参照）。
アストンの日頃の親の七光りな態度が嫌いだったらしく、宇宙空間に置き去りにされた時は陰口を叩いていたが、映画では事件解決後に仲直りしたことがはっきりしている。
ジェーン
声 - 丹下桜
アストンの友人。気が強く口も悪い女の子。射撃の腕は悪く、射撃大会では審判を誤射して失格になった。
彼女もアストンの日頃の態度が嫌いだったらしく、ドンに「見つけたら引っ掻いて、噛みついてやる!」とまでいっていたが、映画ではドンと同じく仲直りしている。
前述の通り口は悪いが、メルヘンの星でのアトラクションに心躍らせる乙女チックな一面も見られた。
ヤドリ
声 - 秋元羊介、石田弘志、中村大樹
他の生物に寄生して身体を乗っ取る寄生生物。アメーバのような微生物である。小さい上に消化器官などを持たないため食事や排泄など通常の生物としての行動は出来ないが、知能は高くロボットを操ることもできる。宇宙征服を企てており、銀河系外の遠宇宙より侵入してきた。普段は眼球状のアンテナが付いた小型のUFOを依代として行動し、巨大な宇宙船（宇宙戦艦）を母船にして宿主を探して宇宙を彷徨っている。個体名を持たず「ヤドリXXXX号」と番号で呼び合う。戦艦に総員約800万体いる。ジャイアンは終始「ヤドカリ」と言い間違えていた。
弱点は未来世界の石鹸「真空ソープ」で、これをUFOまたは宿主が浴びると、本体がシャボンに閉じ込められて呼吸が出来なくなり、寄生相手から剥がれ落ちる。最後の戦いで人間に寄生していた個体は全滅し天帝も倒されたことで、残ったヤドリは全て逃亡した。
ヤドリ008号（ヤドリゼロゼロパーごう、映画では0008号）
アストンに寄生した個体。今回の事件で初めて人間に憑りついたヤドリであり、侵略の中心的存在としてヤドリ人間達を指揮していた。銀河超特急が煙に紛れて中央惑星を脱出した際は、それを看破こそはできなかったものの予め列車の燃料を抜いておくなど、策士の一面も見せる。最期はドンとジェーンに真空ソープを撃たれて倒された。
ヤドリ0001号
中央惑星のタキシオン通信タワーの通信士に寄生した個体。宿主の体を使うことでセキュリティを難なく突破し、通信タワーの設備を破壊した。最後の戦いで他のヤドリ同様、真空ソープで倒される。
ヤドリ0009号
スネ夫に寄生した個体。傲慢な性格で、自分達を「宇宙最高の存在」と称する。ドラえもん達を騙し討ちし、ロッジへと閉じ込めていたが油断した所をボームによって気絶させられる。その後、食事を届けに来たのび太の身体に乗り換え、ドラえもんを殴り倒してボームに襲い掛かったものの、しずかに真空ソープを撃たれて倒された。
ヤドリ天帝
声 - 内海賢二
ヤドリの王。専用の翼が生えた金色のUFOに取りついている。最後の戦いでは遊園地から奪ってきた巨大ロボットを内部から操り、真空ソープを防ぎつつ圧倒的な力でドラえもん達を追い詰めるが、のび太の自身を囮とした作戦によって撃ち倒された。
市長（クリントン・イースト・ウード）
声 - 中庸助
西部の星のガン・スモークシティの市長。
審判
声 - 矢田稔
西部の星のガン・スモークシティの一日保安官選抜試験の審判。射撃大会ではジェーンに撃たれて膨れ上がってしまった。
係員
声 - 中博史
園長
声 - 田中亮一
ドリーマーズランドの園長。ボームに取材を受け、設立の経緯と園の安全性を説明しつつ、良い宣伝となる記事を書くことを懇願していた。しかしヤドリ襲撃の際に寄生され、ヤドリ人間の1人となってしまう。最後の戦いでヤドリが倒されたことで解放される。
忍者の先生
声 - 北村弘一
忍者の星のロボット。白髪の長髪に白い着物と、忍者というより仙人の様な姿をしている。
ジャイアンとスネ夫に忍術を教えていたが、その修行は厳しく2人が不満ばかりを洩らすため、「近頃の子供は根性がない」と嘆いていた。このときジャイアンが身につけた忍術が、後半の危機を打破する伏線となる。
恐竜の星の管理人
声 - 森川智之
藤子作品の登場人物である小池さんがゲストで登場している。漫画版では別人。
車内センサー
声 - 佐久間レイ
映像ナレーション
声 - 江森浩子
銀河超特急内で流したビデオ「大銀河の誕生」のナレーション。
ガイド
声 - 天野由梨
中央惑星の飛行場で、ドラえもんとのび太に重力波推進ロケットの説明をした女性ガイド。
ガイドカード
声 - まるたまり
「怪奇と伝説の星」の解説をするガイドカードの音声。
王子
声 - 菊池正美
メルヘンの星の「白雪姫」の王子。同時開演に伴って白雪姫が7人もいることに困惑し、1番可愛いしずかを選んで、他の女性からクレームを受けていた。
ガンマン
声 - 桜井敏治
西部の星の悪役のロボット。腕利きのガンマンで、のび太とドラえもん以外の保安官助手を全員返り討ちにしたが、ネズミに気絶したドラえもんに気を取られている隙にのび太の早撃ちで全滅させられた。
銀河超特急乗客
声 - 石川和之、土井俊明、関根章恵、今井由香
ダーク・ブラック・シャドー団
銀河超特急を襲った宇宙強盗団。銀河の果てに追放された無数の犯罪者たちが無人の小惑星群を根城に快速艇で暴れ回っている、と言う設定のアトラクションであり、実際はドリーマーズランドの最初のイベント「列車強盗ショー」のためのロボット達である。
のび太による信号弾の砲撃で二人撃墜されるものの、当初の予定通り銀河超特急を墜落させ、ドリーマーズランドへ案内する。

## 舞台・用語
銀河超特急
銀河鉄道を彷彿させる蒸気機関車型宇宙船。22世紀で大人気のミステリートレインであり、ドラえもんも3日間並んでようやく切符を手に入れたほど。行先はドリーマーズランドだが、ミステリートレインであるため、乗客には秘密にされている。詳細は下記の銀河超特急の詳細の項を参照。
ハテノハテ星群
乙女座銀河団に属する星群。文字通り銀河の果ての小さな惑星の集まりである。かつては「メズラシウム」という貴重な鉱石を産出した鉱山の星々として栄えていたが、鉱石が枯渇した後は、荒れ果てた穴だらけの小さな星ばかりが残り、仕事を失った人々が故郷を離れたことで人口がどんどん減少していった。それを打開する事業として作られたのが、ドリーマーズランドである。星屑だらけなので流星が多い。
ドリーマーズランド
「宇宙最大・最新・最高の夢の楽園」というキャッチコピーを掲げた大規模なテーマパーク。本部のある中央惑星の周囲に、いくつもの小惑星に分かれたアトラクションが用意されている。テーマパークに使われなかった星は「禁断の星」と呼ばれ、立ち入り禁止となっている。
惑星と惑星の間を行き来する手段として、後述の「重力波推進音声全自動ロケット」が客に貸し出されている。ほとんどのアトラクションには、中央惑星のコントロールセンターで操作するロボットが使われている。
22世紀のツアーであり、乗客のボームやアストンなども22世紀の人物である。だが、20世紀ののび太の学校の裏山に銀河超特急が迎えに来て、そのままツアーに出かけた。

### 中央惑星
ドリーマーズランドの中心となる星。アトラクションの運営を行う他、駅や遊園地も存在する。
宿舎（ロッジ）
銀河超特急の客車を分離したものがそのままロッジとなる。
飛行場
重力波推進ロケットが常時発着できる飛行場。親切なナビゲーターが24時間対応し、朝、昼、夜と利用する客を安全に送迎する。ロッジからは2km以上も離れているが、後述するベアリングロードがあるため移動は楽。
重力波推進ロケット
小惑星を行き来するための乗り物。レンタル式で、「レンタ・ロケット」と呼ばれる。数百機単位で配置されており、形もプロペラ機から自動車まで様々。音声入力の全自動操縦なので、幼児でも乗りこなせるという。
遊園地
ドラえもんたちは訪れていないので詳細不明。巨大なテントやロボット、観覧車などが外から見える。
コントロールセンター
園内のすべてのロボットの行動を司る建物。小さな妖精から巨大恐竜に至るまで、アトラクションの全ロボットを24時間体制で管理している。
タキシオン通信センター（原作では「タキオン通信タワー」）
ドリーマーズランド全体が緊急事態に陥ったときに、辺境警備隊に助けを求めたりするためのタワー。ほかにも、園内の警備隊（保安部）に行動を下したりする、ドリーマーズランドの安全の鍵を握る建物。万が一、コントロールセンターの異常でロボットが暴走するなどの非常事態が発生した場合はここから救援を求め、1日もあれば辺境警備隊が到着するとされる。
タキオンはSF頻出の超光速粒子である。
ベアリングロード
ランド敷地内の道に使われている技術。道全体に小さな球体が敷き詰められており、頭で念じた通りの速度・方向に対象を自動的に運んでくれる。広大な敷地内を乗り物無しで高速に移動が可能。

### 西部の星
星全体が19世紀のアメリカを模している。射撃、乗馬など、西部劇風のアトラクションが楽しめる。のび太たちは保安官の助手となり、銀行強盗を捕まえるというイベントに参加した。最初に射撃大会の形式でテストが行われ、台に並べられた6つの空き缶に2発以上命中させれば合格となり、保安官助手の資格が与えられる。その後悪役ロボットが起こす騒ぎを取り締まるなど、助手として最も活躍することで、一日保安官（途中で正保安官に変わっている）に任命される。
ガンスモークシティ
西部の星の中心都市。射撃大会もここで行われる。イメージを壊すため、タケコプターは使用禁止。
ホテル「GUNSMOKE」
アトラクション参加者の更衣室兼準備室。
ビリオン銀行
悪役ロボットに襲われる銀行。
OK牧場（OK CORRAL）
参加者用の馬が置いてある牧場。G1級の早馬から乗馬用と思しきポニーもいる。この星ではタケコプターのような西部劇の世界観にそぐわないひみつ道具の使用を禁じているため、長距離移動の際はここで馬を借りる必要がある。乗馬に関しての補正は無く客の力量に委ねる形になっているため、下手なドラえもんとのび太では大人しく足の遅いポニーにしか乗れなかった。
デスバレー（Death Valley）
ガンスモークシティより西に位置する谷。強盗の根城。
悪役ロボット
事件を起こすためのロボット。超腕利きガンマンの6人組（映画では4人組）で、倒せば正保安官に任命される。最終的にのび太に全て倒される。
拳銃
イベント参加者に渡される6連装リボルバー式拳銃。当たると風船のように体が膨れ、空に浮かんでしまう。悪役ロボットに当たった場合は倒したことになり動きがストップする。1時間経てば効果が切れる。
実は記念としてドラえもんが1丁貰っており、次作の『ドラえもん のび太のねじ巻き都市冒険記』でも登場。フワフワ銃という名前であることが判明している。

### 恐竜の星
恐竜型ロボットが多数生息する星。映画では「中生代の星」とも呼ばれている。擬似的に恐竜と交流（ただし肉食恐竜に食べられてしまう可能性もある）することができ、仲良くなれたら恐竜レースに参加することができる。一等賞品は恐竜ロボット1体。なお、タケコプターの使用は許可されている。
中央事務所
ここで説明が行われ、外には飛行場も設置。外見は巨大な岩山。ここでも、恐竜ロボットを監視している。
通信タワー
中央惑星と通信するためのタワー。外見は巨木。恐竜ロボットを監視する際のものだが、ロボットの行動をつかさどるのは中央惑星の為、あまり意味が無い。
恐竜生息地
恐竜ロボットがいるエリア。実物通り、草食恐竜は草、肉食恐竜は肉を食べる。人間が食べられた場合、石膏に包まれて（これを「化石になる」と呼ぶ）排出される（係員曰く「ゲームオーバー」）。
恐竜ロボット
アンキロサウルス、アパトサウルス、パラサウロロフス（原作ではマイアサウラ）、アロサウルス（原作ではイグアノドン）、コリトサウルス、エラスモサウルス、始祖鳥、イクチオサウルス、アーケロン、トラコドン（原作のみ）、チンタオサウルス（原作ではステゴケラス）
中央事務所のパネルに描かれた絵のみ登場。
ステゴサウルス
全員一緒の時に目撃。スネ夫がくしゃみを出させた。愚鈍なのでレース向きではない。システムの暴走の際、群れと共に走っている描写が一瞬だけあった。
ヴェロキラプトル
ドラえもんとのび太のみが目撃し、のび太のズボンの一部を破る。すばしっこく、知能が高い（原作ではシステムの暴走の際、猛スピードで走っている姿が確認されている）。
トリケラトプス
ジャイアンとスネ夫のみが目撃。立派な角と巨体にジャイアンは惹かれるも、スピード感がいまいちであるとして放っておかれた。ステゴサウルスと同様、システムの暴走の際に走っている描写があった。
オルニトミムス
しずかおよびジャイアンとスネ夫が別々に目撃。最初に現れたのは子供で、ジャイアン達は小さすぎるのを見て追い返したが、しずかは親とも友達になった。
ブラキオサウルス
ジャイアンとスネ夫が友達になった。ジャイアンは「大きければ速い」と思い込んでいたが、ほとんど動かなかったため、スネ夫がエサとなる葉を持って誘導するという無茶な方法でレースに参加しようとしたが、ティラノサウルスに驚き逃げ出したため結局失敗する。システムの暴走の際、群れと共に咆える描写が一瞬だけあった。
プテラノドン
全員一緒の時に目撃。これとは別に、ドラえもん、およびのび太は空を飛べれば競走に有利だと友達になった。システムの暴走の際、群れと共にドラえもんたちを襲う描写があったが、宇宙空間に逃げられたため難を逃れた。
ティラノサウルス
ブラキオサウルスに振り落とされたジャイアンとスネ夫が食べられかけたが、途中で機能が停止して事なきを得た。しかしシステムの暴走の際、通信タワーを顎でへし折って口で銜える描写が、一瞬だけあった（原作では尾で、通信タワーをへし折っている）。
チューイングピザ
昼食として参加者に配られる携帯食。筒状の容器にマーブルチョコレート程度のサイズで詰められており、1粒だけでもそれなりに満腹感が得られる。サラミ味。しずかはこれで恐竜に餌付けしているが、運営側から想定されている用途かは不明。

### 忍者の星
忍者の師匠にマキビシ、水蜘蛛、目潰しなどの忍術を習う星。ただし、訓練が厳しいため人気がないらしい。修行後に行われる実地試験に合格すれば、あらゆる種類の忍術が入った念波入力のコンピューターが内蔵された巻き物が授与される。この星ではジャイアンは「服部ジャイ蔵」、スネ夫は「霧隠スネ蔵」という設定になっていた。
修行場
山や湖など、基本的忍術の修行をする場所。
城
実地試験の舞台。多数の番兵が警護する中、ここから密書を奪ってくるのが試験の課題である。侵入者を捕縛する罠や、捕まった後に放り込まれる地下牢などもある。
仮免許皆伝「伊賀忍法ミニ虎の巻」
念力受信用コンピューターが内蔵された巻き物。これを口に咥えて心に念じるだけで忍術が使用可能だが、あくまで仮免なので3種類（壁を透過する「忍法カベ抜けの術」、バッタのように軽々とジャンプする「バッタの術」、一時的にネズミの姿に変身する「ネズミ変身の術」）しか使えない。ジャイアンはこれを持ったまま帰還し、物語後半において思わぬ形で役立つ。

### メルヘンの星
自分が童話の主人公になって童話を演じる事が出来る星。オーロラ、大きな虹、ペガサスの群れなど童話の世界そのものの光景が展開されている。演じる事が出来る童話の数は1001種類で、1日につき最大12回開演される。ただし、白雪姫など希望者が多過ぎる話に関しては3〜5回待ちや7人同時開演などの措置もとられているが、複数人同時開演でも王子役が1人しかいないなどの不都合があり、そのようないい加減な運営に利用者からは評判が悪い。係員としてキューピッド、妖精などのロボットがいる（キューピッドは人を眠らせる効力を持った弓矢を装備しており、ヤドリが招いた暴走の際にドラえもんたちを眠らせている）。ぶんぶく茶釜は人気がないらしく、順番待ちは無かった。
事務所
大木の形をしている。客の希望コースを聞き、その割り当てを行う。係員は騎士や姫などの格好をしている。
童話の舞台
童話に沿った建物や環境が整備されている。作中で登場したのは「白雪姫」のもののみ。

### 怪奇と伝説の星
吸血鬼ドラキュラ、狼男、人食い鬼、幽霊、海坊主、魔女、死神などの妖怪や怪物のロボットが多数いる星。システムなどの詳細は不明。システムの暴走でそれらが中央惑星に飛来していた。

### 禁断の星
「メズラシウム」という鉱石を採掘していた鉱山惑星。鉱脈が枯渇したため、現在は無人。地表は採掘時に排出された大量の灰に覆われ、危険な廃坑も存在するためテーマパークにはできず、立ち入り禁止となっている。なお、禁断の星でボームが見つけた地底坑道図のレベル3の図にはM1911A1、Type 64、H&K PSG-1、P226、M92F、AK47やM16など色々な銃の名が記されている。
倉庫
かつて鉱夫用の食料を貯蔵していた建物。中には長期保存が可能な缶詰類やインスタント食品が多数残されている。種類も豊富で、ハンバーガーセット、チューブ入りスパゲティ、プリンやフルーツなど言ったデザート類まであるが、流石にドラ焼きはなく、大長編の食事はいつもドラ焼きで済ませるドラえもんも諦めて普通の食事（チャーハン）を取っていた。だが、原作では雑誌掲載後に読者から『コロコロコミック』の読者投稿コーナーである「スネカミコーナー」において、「ドラ焼きらしき絵が描かれた箱があった」との指摘があった（コロコロ文庫版では166ページの倉庫内のシーンで確認できる）。
駅
鉱物の搬出に使われていた施設。構内には余剰となった車両が留置されている。
機関車
銀河超特急と同規格のタンク機関車。塗装は青。駅で小型ホッパ車と共に長年放置されていたにもかかわらず、簡単に起動できた。
廃坑
メズラシウム採掘鉱山だったが鉱脈枯渇に伴って廃棄された坑道。ただでさえ迷路のように入り組んでいる上に、相次ぐ落盤により現在進行形で崩れ続けているため下手に足を踏み入れれば二度と出て来られない。最深部に駅があり、前記の機関車が放置されているが星を引き揚げる際に出口を塞いでしまったために、もし駅を目指すなら坑道を通るしかないが前述の通り非常に危険である。しかし、機関車があるという事を知ったジャイアンが独断で入って案の定、迷子になってしまう。そんな中、宇宙から放出されたドンとジェーンとその機関車を発見。忍術の仮免許証で機関車と共に脱出に成功した。

## 宇宙船銀河超特急
蒸気機関車型の宇宙船。先頭の機関車両が動力を担い、客車両を牽引する。機関車は動輪2軸（0-4-0）のタンク式。客車は全長12メートル前後で、片面1つのドアと2軸ボギー台車を持つ。連結器は柴田式。外見は客車8両（原作では9両）だが、空間を圧縮しており実編成は120両。58号車は全面ガラス張りの展望車で、ワープ状態で景色が見られない間はバーチャル映像が上映される。
銀河超特急を運行している天の川鉄道の定期列車は2111年9月3日 をもって廃線となった。理由は「どこでもドアに太刀打ちできなかった」から（原作『天の川鉄道の夜』より）。そのため、その後は時々銀河超特急のような観光用列車のみが運行されている。速達性を売りにした交通機関ではないため、速度はさほど速くはない（知らずに目撃したヤドリの見張りには「高速移動中」との言及はされたが、直後に「古臭い交通機関」呼ばわりされていた）。屋根に信号弾を発射できる大砲を備えるが、あくまでイベント用で武装は皆無。
塗装は、機関車が赤一色に星型のヘッドマーク、客車が上オレンジ（黄かん色）、下緑（緑2号）の湘南色で、客車にはレトロ風に木目調のプリントが施されている。また、客車の屋根には角型の通風機が並び、8号車には後方監視窓と尾灯が設置されている。
内部は個室が主体となる。のび太たちが乗車した7号車は1人用が5室あり、各部屋にはベッドやテレビのほか、洗面所とトイレなども完備。食事はルームサービス。また、個室とは別にミーティングルームと浴室もある。長旅でも退屈しないよう、机の引き出しには立体ゲームが設置されている。壁を透明にすると宇宙の景色も楽しめる。浴室は全面バーチャル映像によって「宇宙空間の露天風呂」を演出することが可能。客車はハテノハテ星雲到着後に切り離され、個別にロッジとして使われる。
他にサプライズとして窓に各アトラクションに登場する忍者や恐竜などが映ったり、西部のガンマンが現れたりする。長旅故にどこでもドアで一時的に自分の星に戻る人も多いが、イベント時には予告無しに超空間が閉鎖され使用不能になるため、初参加者を困惑させることもしばしば。
宇宙ドリンク（原作ではカプセル剤「宇宙カプセル」）
乗客に一つずつ提供される。これを服用すると真空、低温、高温、あらゆる環境で快適に過ごせるようになる。謂わば、飲む宇宙服である。映画では触れられていないが、原作ではこれを服用すると短時間の睡眠で十分な休息が取れるようになる。
真空ソープ
各車両の浴室に備え付けられた石鹸スプレー。古典SFに出てくる光線銃のような形をしており、全身を石鹸の膜で包むことが可能と説明される。ヤドリが寄生した人間やUFOに撃つと、ヤドリ本体は泡に固められて呼吸不能になり、死に至る。

## スタッフ
| 制作総指揮・原作・脚本      | 藤子・F・不二雄 |
| 作画監督                    | 富永貞義 |
| 美術設定                    | 沼井信朗 |
| 美術監督                    | 川口正明 |
| 撮影監督                    | 高橋秀子 |
| 編集                        | 岡安肇 小島俊彦 中葉由美子 村井秀明 川崎晃洋 三宅圭貴 |
| 特殊撮影                    | 渡辺由利夫 |
| 録音監督                    | 浦上靖夫 |
| 監修                        | 楠部大吉郎 |
| 音楽                        | 菊池俊輔 フェリックス・メンデルスゾーン |
| 効果                        | 柏原満 |
| プロデューサー              | 別紙壮一 木村純一 山田俊秀 |
| 監督                        | 芝山努 |
| 演出                        | 塚田庄英 平井峰太郎 |
| 動画検査                    | 原鐵夫 松尾真理 |
| 仕上担当                    | 野中幸子 |
| 色彩設計                    | 松谷早苗 |
| 仕上監査                    | 堀越智子 石田奈央美 伊藤幸子 石田朋子 |
| 特殊効果                    | 土井通明 |
| 録音スタジオ                | APUスタジオ |
| 整音                        | 大城久典 田口信孝 山本拓郎 |
| 録音制作                    | オーディオ・プランニング・ユー 録音演出助手 佐藤真紀 制作デスク 小澤恵 |
|                             | ドルビー 一部上映館を除く |
| 技術協力                    | 森幹生 コンチネンタルファーイースト株式会社 |
| 原画                        | 飯山嘉昌 斉藤文康 大武正枝 寺田千久沙 小野隆哉 佐野孝雄 柳野龍男 窪田正史 川口博史 浅野文彰 佐野哲郎 原博 船越英之 柳田義明 |
| 動画                        | 武口つるみ 山田海音利 内原弘美 家野尚代 大東郁子 山下真紀子 山下宗幸 仲井淳二 谷口七菜 玉腰悦子 香川節子 田代たか子 弓納持幸子 田島栄子 李嘉連 中西真有美 中野恵美 伊藤みはる 端由美子 東野伊佐子 古川かおり 奥野隆弘 三宅春彦 山田幸 松野真由美 国島裕子 深町明良 藤野京子                                                 |
| 仕上                        | 野田頼子 川東みど里 亀井ひふみ 明田ひとみ 北岡なな子 今泉ひとみ 藤本さおり 山本和美 高木理恵 杉原里美 森川典子 大槻陽子 八尾裕美 上羽あつ乃 江田美穂子 市川加奈子 赤坂稲子 木村好子 明石由美子 出口圭子 多田美和子 杉本雅美 谷山俊子 高谷公美 内林裕美 渡辺陽子 石川弥生 山崎麻衣子 小島真喜子 野中優喜子 大島英幸 柴田邦浩 |
| 基本設定                    | 川本征平 |
| 背景                        | 岡次郎 高橋邦江 有田三郎 工藤由美 梨本裕美子 宇井留太 磯淵千歌 右依納矢 金子みよ子 |
| 撮影                        | 梅田俊之 福田寛 市川智 大森美奈子 大矢創太 小川滋見 丸橋勢津子 桜井洋平 手塚智鶴子 川嶋匡詞 |
| オープニング演出            | 渡辺三千成 |
| コンピューター グラフィック | 水端聡 八木昭宏 石記勤 |
| エリ合成                    | 渡辺由利夫 末弘孝史 |
| タイトル                    | 道川昭 |
| 現像                        | 東京現像所 |
| 連載                        | コロコロコミック |
| 掲載                        | 小学館の学習雑誌 マミィ 小学一年生 ベビーブック 小学二年生 めばえ 小学三年生 幼稚園 小学四年生 学習幼稚園 小学五年生 てれびくん 小学六年生 別冊コロコロコミック |
| 協力                        | オーディオ・プランニング・ユー アトリエ・ローク 旭プロダクション 岡安プロモーション 亜細亜堂 京都アニメーション 夢弦館 トミプロダクション スタディオ・メイツ プロダクション・アイジー プロジェクトチームサラ マキプロダクション 馬良動画                                                                                    |
| 文芸                        | 滝原弥生 |
| 制作事務                    | 杉野友紀 |
| 制作進行                    | 大金修一 志村宏明 星野匡章 馬渕吉喜 八田陽子 大橋永晴 森田晋次 大西景介 |
| 制作デスク                  | 市川芳彦 大澤正享 |
| 制作協力                    | 藤子プロ ASATSU |
| 制作                        | シンエイ動画 小学館 テレビ朝日 |
|                             | ©藤子・小学館・テレビ朝日1996 |

今作から長年ドラえもん映画にプロデューサーとして携わっていた小泉美明が担当を外れている。

## 主題歌
オープニングテーマ「ドラえもんのうた」
作詞 - 楠部工 / 作曲・編曲 - 菊池俊輔 / 唄 - 山野さと子（コロムビアレコード）
エンディングテーマ「私のなかの銀河」
作詞 - 武田鉄矢 / 作曲 - 千葉和臣 / 編曲 - 林有三 / 唄 - 海援隊（ポリドール）
シングル化はされず、1996年発売のアルバム「涙、自ら拭い去る時」への収録が唯一であったが、14年後の2010年5月に発売された「ドラえもん映画主題歌集＋挿入歌」にオリジナル・カラオケと合わせて収録された。
海援隊が歌うタイアップ曲としては珍しく、千葉和臣と中牟田俊男がメインボーカルを担当している。
挿入歌 - 「ぼくドラえもん2112」
中生代の星の場面で流れる。
挿入曲 - 「夏の夜の夢から序曲・スケルツォ・妖精たちの行進・結婚行進曲」
フェリックス・メンデルスゾーン作曲のクラシック曲。

## 特別放映
1. ドラえもん のび太と銀河超特急・特別版第一章（2004年10月22日放映）
2. ドラえもん のび太と銀河超特急・特別版第二章（2004年10月29日放映）
3. ドラえもん のび太と銀河超特急・特別版第三章（2004年11月5日放映）
4. ドラえもん のび太と銀河超特急・特別版最終章（2004年11月19日放映）

## 備考
- 今作の人間のゲストキャラクターは、ボーム、アストン、ドン、ジェーンと全員、西洋系の名前だが、ドラえもん達は彼らと全く問題なく意思疎通が図れている[注 7]。
- ヤドリ天帝役の内海賢二は、しずか役の野村道子の夫であり[7]、夫婦揃ってドラえもん映画シリーズに出演した。以後、内海は次作で熊虎鬼五郎[8]、『のび太の宇宙漂流記』（1999年）でアンゴルモアを担当した[9]。また、ボーム役の塩沢兼人も次作で、トーマス・メエージソン役を担当したため2作品連続出演となった[8]。なお、演じた役柄は、前者は全て「ボスキャラクター」、後者は「頭脳明晰で、ドラえもん達の味方」である。